# ليوان الغربي (مقاطعة بندر غز)
لیوان الغربي (بالفارسية: لیوان غربی) هي مستوطنة تقع في إيران في قسم لیوان الريفي. يقدر عدد سكانها بـ 1,496 نسمة .